# Kirche & Recht
Die Zeitschrift Kirche und Recht (Eigenschreibweise auch Kirche & Recht; abgekürzt KuR) mit dem Untertitel Zeitschrift für die kirchliche und staatliche Praxis ist eine überkonfessionelle Zeitschrift zur kirchlichen und staatlichen Rechtspraxis. Die Zeitschrift richtet sich an Verantwortungsträger, die kirchliches und staatliches Recht anwenden.

## Themen
Wiederkehrende Themen sind das Staatskirchenrecht, Organisationsrecht, Körperschaftsstatus der Kirchen, Kirchlicher Dienst, Kirchliche Finanzen, Wirtschafts- und Wettbewerbsrecht, freigemeinnützige Wohlfahrtspflege und wechselnde Themen aus dem Sozialwesen.
In einem aktuellen Teil enthält die Zeitschrift Veranstaltungshinweise, aktuelle Rechtsprechung und Hinweise auf Neuerscheinungen.

## Herausgeber
Die Zeitschrift ist ökumenisch ausgerichtet. Herausgeber sind Jörg Antoine, Esther van Bebber, Bernd Th. Drößler, Burkhard Kämper, Jörg Kruttschnitt, Evelyne D. Menges, Arno Schilberg und Gernot Sydow.